# Anton Fröschl
Anton Fröschl (* 21. Juli 1812 in Waidegg, Gem. Kirchbach, Bez. Hermagor; † 15. April 1895 in St. Leonhard bei Siebenbrünn) war ein österreichischer Hammergewerk und Politiker.

## Leben
Fröschl war der Sohn des Besitzers der Wirth-Hube in Waidegg Anton Fröschl (* 31. Oktober 1785; † 20. November 1848) und dessen Ehefrau Maria geb. Unterberger verw. Bader (1782–1864). Er war römisch-katholisch und heiratete Maria Brugger (* um 1819; † 28. Januar 1886). Aus der Ehe gingen ein jung verstorbener Sohn und drei Töchter hervor.
Fröschl lebte als zunächst als Verweser in Kanker/Kokra (heute zu Höflein, Krain) und Gewerke in Korpitsch (Gemeinde Finkenstein). Im Jahr 1861 gründete er die Firma „Anton Fröschl“ in Korpitsch. 1888 erfolgte die Löschung der Lizenz des Eisenhammerwerkes und er betrieb eine Säge und eine Mühle.
1861 war er  Gemeinderat in Arnoldstein. Vom 18. Februar 1867 bis zum 21. Mai 1870 war er Abgeordneter im Kärntner Landtag. Er war Mitglied des Bauausschusses.